# Джонсон, Ричард Ментор
Ри́чард Ме́нтор Джо́нсон (англ. Richard Mentor Johnson, 17 октября 1780 — 19 ноября 1850) — американский политический и государственный деятель;, с 1837 по 1841 год занимавший пост вице-президента США в администрации Мартина Ван Бюрена.

## Биография
Родился в 1780 году в американском поселении Берграсс, расположенном на территории современного штата Кентукки (на тот момент — округ Кентукки, штат Виргиния). Окончив Трансильванский университет в Лексингтоне, начал работать в качестве адвоката. Свою политическую карьеру он начал в 1804 году, когда был избран представителем своего округа в Палату представителей штата Кентукки. С 1807 с 1819 год Джонсон был представителем своего штата в Палате представителей. Во время англо-американской войны он командовал полком, действовавшим в 1813 году в Канаде. По одной из версий, он лично убил вождя индейского племенного союза — Текумсе. С 1819 по 1829 год Джонсон занимал пост представителя штата Кентукки в Сенате, а с 1829 по 1837 год вновь работал в Палате представителей.
В 1837 году он вступил в должность вице-президента при кабинете Мартина Ван Бюрена. Он стал первым вице-президентом, избранным согласно двенадцатой поправке к Конституции США: поскольку за его кандидатуру не было подано большинства голосов всех выборщиков, вопрос о вице-президенте был направлен в Сенат, где решился в пользу Джонсона. На этом посту он проработал до 1841 года. В 1850 году он вернулся на работу в Палату представителей штата Кентукки, однако в ноябре того же года скончался от инсульта и был похоронен на кладбище Франкфорта.